# Pirunipygus paradoxus
Genre
Espèce
Pirunipygus paradoxus, unique représentant du genre Pirunipygus, est une espèce d'opilions laniatores de la famille des Ampycidae.

## Distribution
Cette espèce est endémique de la région de Junín au Pérou. Elle se rencontre vers Tarma.

## Description
Le mâle holotype mesure 16 mm.

## Systématique et taxinomie
Cette espèce a été décrite par Roewer en 1936.
Ce genre a été décrit par Roewer en 1936 dans les Gonyleptidae. Il est placé dans les Ampycidae par Benavides, Pinto-da-Rocha et Giribet en 2021.

## Publication originale
- Roewer, 1936 : « Zwei sonderbare Pachylinen aus Peru. » Veröffentlichungen aus dem Deutschen Kolonial- und Übersee-Museum in Bremen, vol. 1, p. 341–343.